# Začarani krug
Začarani krug šesnaesti je album Lepe Brene, odnosno peti samostalni. 
Izdao je 20. srpnja 2011. godine Grand Production.
U stvaranju albuma, među ostalima, sudjelovali su i hrvatski pjevači Petar Grašo i Antonija Šola.
Brena je odražala koncert u Štark areni radi promocije albuma.
Album je prodan u nakladi od 300 000 primjeraka.

## Popis pjesama
| Br. | Skladba             | Trajanje |
| --- | ------------------- | -------- |
| 1.  | »Metak sa posvetom« | 4:45     |
| 2.  | »Biber«             | 4:05     |
| 3.  | »Ne bih ja bila ja« | 4:13     |
| 4.  | »Još sam živa«      | 3:18     |
| 5.  | »Briši me«          | 4:09     |
| 6.  | »Stakleno zvono«    | 4:03     |
| 7.  | »Valja se«          | 4:13     |
| 8.  | »Ćutim k'o stvar«   | 3:58     |
| 9.  | »Uradi to«          | 4:27     |

## Izdanja
| Regija | Datum            | Format(i) | Izdavač          | Ref.  |
| ------ | ---------------- | --------- | ---------------- | ----- |
| Srbija | 20. srpnja 2011. | CD        | Grand Production | [ 1 ] |